# Brasil 2–0 Exeter City (1914)
Brasil 2–0 Exeter City, realizado no dia 21 de julho de 1914, foi uma partida de futebol que entrou para a história por ser a primeira partida da Seleção Brasileira de Futebol.

## História
Após uma excursão pela Argentina, o Exeter City Football Club, representante da terceira divisão do futebol inglês, mas com status de clube  profissional, o que ainda não existia no Brasil, aceitou um convite de Fluminense e Paysandu, para realizar um amistoso contra o selecionado nacional da Federação Brasileira de Sports fundada em junho de 1914. A FBS, representada por um pool de cartolas, chamou os melhores jogadores do Rio de Janeiro e de São Paulo, entre eles o lendário goleiro Marcos Carneiro de Mendonça e o artilheiro Arthur Friendereich. Nascia assim a primeira Seleção Brasileira de Futebol.[carece de fontes?]

## Resultado
O resultado da partida é contestado por alguns órgãos da imprensa inglesa. Algumas fontes afirmam que o Exeter perdeu por 2 a 0, com gols de Oswaldo Gomes e Osman, enquanto outras afirmam um empate de 3 a 3, particularmente na mídia inglesa à época, em desacordo com todos os jornais do Rio de Janeiro de então.

## Ficha técnica
| 21 de julho de 1914 | Seleção Brasileira de Futebol   | 2 – 0 | Exeter City Football Club | Estádio de Laranjeiras , Rio de Janeiro                                   |
|                     | Oswaldo Gomes (28') Osman (36') |       |                           | Público: 3 000 ou 13 000 torcedores Árbitro: Harry Robinson (Paysandu CC) |

| Brasil | Exeter City |

| GK | ' | Marcos de Mendonça (Fluminense)   |  |  |
| Z  | ' | Píndaro de Carvalho (Flamengo)    |  |  |
| Z  | ' | Nery (Flamengo)                   |  |  |
| M  | ' | Sylvio Lagreca (AA São Bento)     |  |  |
| M  | ' | Rubens Salles (CA Paulistano)     |  |  |
| M  | ' | Rolando de Lamare (Botafogo)      |  |  |
| A  | ' | Abelardo de Lamare (Botafogo)     |  |  |
| A  | ' | Oswaldo Gomes (Fluminense)        |  |  |
| A  | ' | Arthur Friendereich (CA Ypiranga) |  |  |
| A  | ' | Osman (America FC)                |  |  |
| A  | ' | Formiga (CA Ypiranga)             |  |  |

|    |    |                        |  |
|    |    |                        |  |
| GK | '  | Reginald Loram         |  |
| Z  | '  | John "Jack" Fort       |  |
| Z  | '  | Samuel Strettle        |  |
| M  | '  | James Rigby            |  |
| M  | '  | James Lagan            |  |
| M  | '  | Augustus "Gus" Harding |  |
| A  | '  | Harold "Harry" Holt    |  |
| A  | '  | Fred Whittaker         |  |
| A  | '  | William Hunter         |  |
| A  | '  | William Lovett         |  |
| A  | '  | Fred Goodwin           |  |
| A  | DT | Arthur Chadwick        |  |